# Beny Steinmetz Group
Beny Steinmetz Group (BSG) este un fond de investiții din Israel.
Activitatea BSG cuprinde 4 sectoare: resurse naturale (BSG Resources, BSG Energy, Bateman Engineering); imobiliare (5 Mounts Properties, Scorpio (BSG) Ltd.); diamante (Grupul de Companii Steinmetz Diamond); piețe de capital (Managementul financiar, titluri/obligațiuni, investiții alternative).
În anul 2007, cifra de afaceri totală a grupului era de 3,5 miliarde de dolari.
În domeniul imobiliar, grupul are o experiență de 25 de ani și numeroase investiții imobiliare în toată lumea.
În ultimii 15 ani, grupul a dezvoltat proiecte imobiliare în America de Nord și în Europa Centrală și de Vest.
Grupul este prezent și în România, unde în anul 2007 avea în dezvoltare proiecte imobiliare rezidențiale în valoare de aproximativ 500 milioane euro.
Beny Steinmetz este și acționarul majoritar al Gabriel Resources, firma care deține 80% din compania Roșia Montană Gold Corporation.